# Afrika-Meisterschaften im Straßenradsport 2013
Die 9. Afrika-Meisterschaften im Straßenradsport wurden vom 29. November bis 5. Dezember 2013 im ägyptischen Badeort Scharm El-Scheich ausgetragen. Die Rennen waren in der Kategorie CC Teil der UCI Africa Tour 2014. Die Teilnehmer starteten jeweils in den Nationalmannschaften ihrer Heimatländer.

## Teilnehmer
Es nahmen Fahrerinnen und Fahrer aus 20 Nationen teil:
| - Ägypten - Algerien - Äthiopien - Burkina Faso - Elfenbeinküste - Eritrea - Ghana | - Lesotho - Libyen - Marokko - Namibia - Nigeria - Ruanda - Seychellen | - Sierra Leone - Simbabwe - Sudan - Südafrika - Tansania - Tunesien |

## Resultate

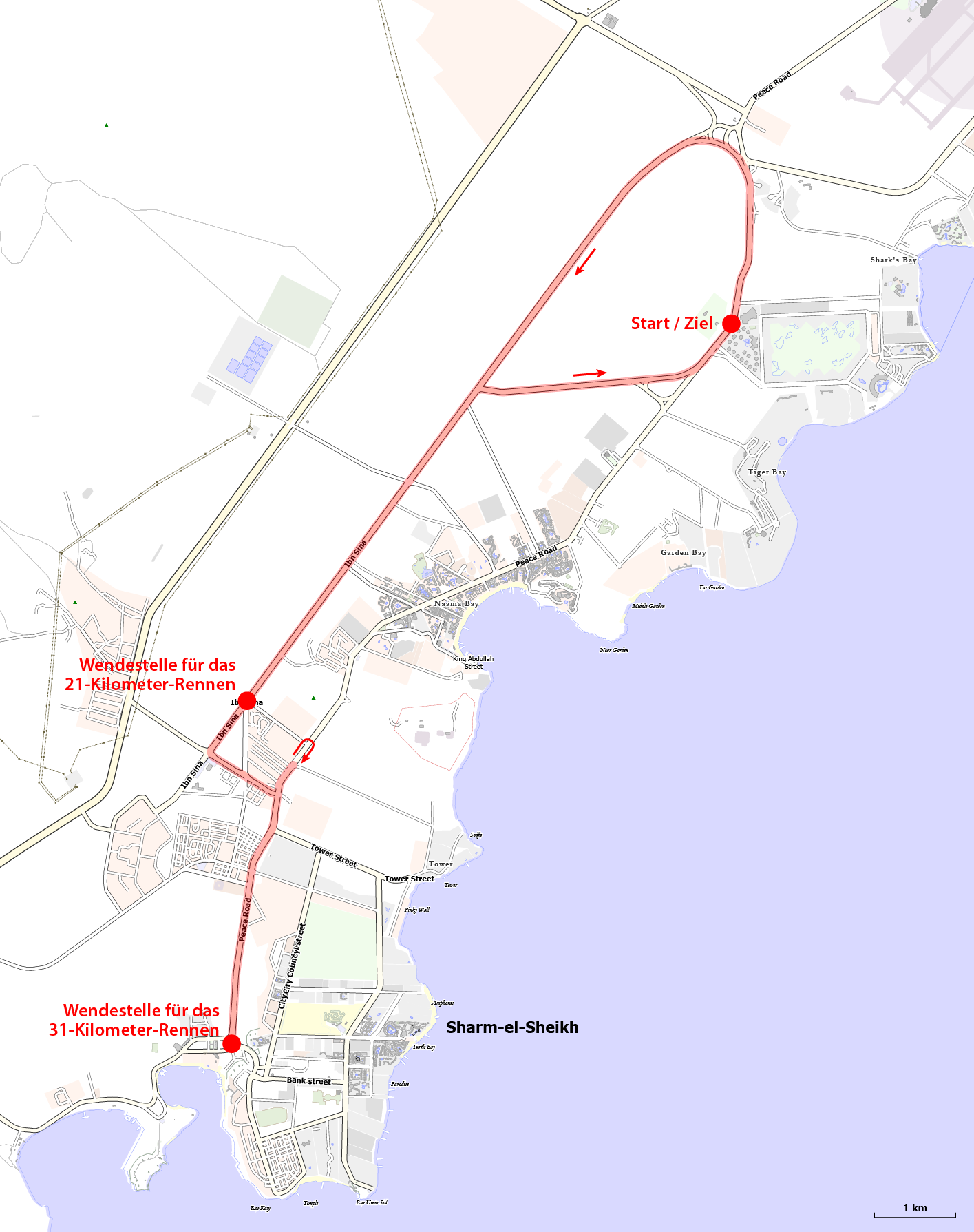
Die Rennstrecke der afrikanischen Straßenradmeisterschaften in Scharm El-Scheich: Sie führt vom Rand des alten Ortskerns von Scharm im Süden an Naama Bay vorbei bis zum Jolie Ville Resort in der Nähe des Flughafens, in dem sich auch das Anwesen des ehemaligen Präsidenten Husni Mubarak befindet.

### Straßenrennen

#### Männer
| Platz | Land | Fahrer                    | Zeit       |
| ----- | ---- | ------------------------- | ---------- |
| 1     | ERI  | Issak Tesfom Okubamariam  | 3:41,06 h  |
| 2     | NAM  | Dan Craven                | + 0:00 min |
| 3     | ERI  | Merhawi Kudus Ghebremedin | + 0:00 min |
| 4     | ALG  | Abdellah Benyoucef        | + 1:00 min |
| 5     | RWA  | Janvier Hadi              | + 1:33 min |
| 6     | TUN  | Hassen Ben Nasser         | + 1:43 min |
| 7     | ALG  | Azzedine Lagab            | + 1:43 min |
| 8     | ERI  | Meron Russom              | + 1:43 min |
| 9     | BUR  | Abdoul Aziz Nikiéma       | + 1:43 min |
| 10    | RSA  | Hendrik Kruger            | + 1:43 min |

Länge: 155 km

Start: Donnerstag, 5. Dezember

Es kamen 60 Fahrer ins Ziel.

#### Frauen
| Platz | Land | Fahrerin          | Zeit       |
| ----- | ---- | ----------------- | ---------- |
| 1     | RSA  | Ashleigh Moolman  | 1:53,24 h  |
| 2     | NAM  | Vera Adrian       | + 0:00 min |
| 3     | ERI  | Wehazit Kidane    | + 0:00 min |
| 4     | RSA  | An-Li Pretorius   | + 0:33 min |
| 5     | ERI  | Tsehainesh Fitsum | + 0:33 min |
| 6     | ETH  | Hadnet Asmelash   | + 0:33 min |
| 7     | MAR  | Asmaa Namli       | + 2:07 min |
| 8     | TUN  | Nour Dissem       | + 2:07 min |

Länge: 93 km

Start: Mittwoch, 4. Dezember

Es kamen 20 Fahrerinnen ins Ziel.

#### Junioren
| Platz | Land | Fahrer                 | Zeit       |
| ----- | ---- | ---------------------- | ---------- |
| 1     | MAR  | Abderrahim Zahiri      | 1:33,03 h  |
| 2     | ALG  | Abderrahmane Mansouri  | + 0:00 min |
| 3     | RSA  | Ivan Venter            | + 0:00 min |
| 4     | EGY  | Mohamed Ayman El-Sayed | + 0:00 min |
| 5     | NAM  | Pascal Marggraff       | + 0:00 min |
| 6     | RSA  | Morne Van Niekerk      | + 0:00 min |
| 7     | ALG  | Abdelghani Fellah      | + 0:00 min |
| 8     | EGY  | Sayed Mohmed Ashraf    | + 0:03 min |

Länge: 93 km

Start: Mittwoch, 4. Dezember

Es kamen 21 Fahrer ins Ziel.

#### Juniorinnen
| Platz | Land | Fahrerin               | Zeit       |
| ----- | ---- | ---------------------- | ---------- |
| 1     | RSA  | Monique Gerber         | 56:21 min  |
| 2     | EGY  | Ebtisam Zayed          | + 0:00 min |
| 3     | RSA  | Mikayla Olivier        | + 0:00 min |
| 4     | RSA  | Heidi Dalton           | + 0:00 min |
| 5     | NAM  | Chelna Neethling       | + 0:00 min |
| 6     | EGY  | Kheloud Ali            | + 0:00 min |
| 7     | RSA  | Andri Coetzee          | + 0:00 min |
| 8     | RWA  | Jeanne D’arc Girubuntu | + 0:00 min |

Länge: 40 km

Start: Mittwoch, 4. Dezember

Es kamen 15 Fahrerinnen ins Ziel.

### Einzelzeitfahren

#### Männer Elite/U-23
| Platz | Land | Fahrer                 | Zeit       |
| ----- | ---- | ---------------------- | ---------- |
| 1     | ERI  | Daniel Teklehaimanot   | 54:30 min  |
| 2     | RSA  | Willie Smit            | + 0:32 min |
| 3     | RSA  | Johann Christoffel Nel | + 1:09 min |
| 4     | ALG  | Adil Barbari           | + 1:10 min |
| 5     | ALG  | Azzedine Lagab         | + 1:26 min |
| 6     | NAM  | Dan Craven             | + 2:20 min |
| 7     | RWA  | Valens Ndayisenga      | + 3:25 min |
| 8     | ERI  | Meron Teshome          | + 3:28 min |

Länge: 42 km

Start: Dienstag, 3. Dezember

Es kamen 31 Fahrer ins Ziel.

#### Frauen
| Platz | Land | Fahrerin           | Zeit          |
| ----- | ---- | ------------------ | ------------- |
| 1     | RSA  | Ashleigh Moolman   | 30:38,15 min  |
| 2     | ERI  | Wehazit Kidane     | + 2:09,44 min |
| 3     | NAM  | Vera Adrian        | + 2:16,35 min |
| 4     | ERI  | Tsehainesh Fitsum  | + 2:40,65 min |
| 5     | RSA  | An-Li Pretorius    | + 3:09,44 min |
| 6     | NGR  | Tombrapa Gripka    | + 3:43,73 min |
| 7     | NAM  | Heletje van Staden | + 4:06,07 min |
| 8     | MAR  | Asmaa Namli        | +4:09,32 min  |

Länge: 21 km

Start: Montag, 2. Dezember

Es kamen 14 Fahrerinnen ins Ziel.

#### Junioren
| Platz | Land | Fahrer                    | Zeit       |
| ----- | ---- | ------------------------- | ---------- |
| 1     | RSA  | Ivan Venter               | 28:15 min  |
| 2     | RSA  | Morne van Niekerk         | + 0:08 min |
| 3     | ALG  | Abderrahmane Bouchlagheme | + 0:44 min |
| 4     | ALG  | Abderrahmane Mansouri     | + 0:46 min |
| 5     | MAR  | Abderrahim Zahiri         | + 0:56 min |
| 6     | EGY  | Sayed Mohmed Ashraf       | + 1:08 min |
| 7     | MAR  | Abderrahim Aouida         | + 1:14 min |
| 8     | NAM  | Pascal Marggraff          | +2:53 min  |

Länge: 21 km

Start: Montag, 2. Dezember

Es kamen 12 Fahrer ins Ziel.

#### Juniorinnen
| Platz | Land | Fahrerin         | Zeit       |
| ----- | ---- | ---------------- | ---------- |
| 1     | RSA  | Heidi Dalton     | 32:52 min  |
| 2     | RSA  | Monique Gerber   | + 0:28 min |
| 3     | EGY  | Ebtisam Zayed    | + 1:09 min |
| 4     | NAM  | Chelna Neethling | + 1:58 min |
| 5     | EGY  | Kheloud Ali      | + 3:24 min |
| 6     | RWA  | Beatha Ingabire  | + 5:19 min |
| 7     | NGR  | Mercy Ajoku      | + 5:32 min |
| 8     | NGR  | Joan Okoro       | + 5:37 min |

Länge: 21 km

Start: Montag, 2. Dezember

Es kamen acht Fahrerinnen ins Ziel.

### Mannschaftszeitfahren

#### Männer Elite/U-23
| Platz | Nation       | Fahrer                                                                        | Zeit       |
| ----- | ------------ | ----------------------------------------------------------------------------- | ---------- |
| 1     | Eritrea      | Natnael Berhane Meron Russom Daniel Teklehaimanot Meron Teshome Hagos         | 54:56 min  |
| 2     | Algerien     | Adil Barbari Hichem Chaabane Azzedine Lagab Abdelmalek Madani                 | + 0:31 min |
| 3     | Südafrika    | Calvin Benekersa Shaun-Nick Bester Ryan Gibbons Johannes Christoffel Nel      | + 2:25 min |
| 4     | Namibia      | Dan Craven Gerhard Mansnam Heiko Redecker Costa Seibeb                        | + 2:26 min |
| 5     | Burkina Faso | Salfo Bikienga Harouna Ilboudo Aziz Nikiema Abdoul Rasmane Ouedraga           | + 3:18 min |
| 6     | Ägypten      | Ahmed Aalaa Osama Ahmed Mahmoud Islam Ragaey Islam Shaban Abbas               | + 3:23 min |
| 7     | Äthiopien    | Alem Grmay Abebe Tsgabu Grmay Estifanos Kebede Gebresilassie Weldemikale Wuya | + 3:26 min |
| 8     | Libyen       | Osama Saaik Milad Fethi Ahmed Atunsi Maghnni Hatm Mohamed Shadi               | + 4:12 min |

Länge: 42 km

Start: Samstag, 30. November

Es nahmen elf Mannschaften teil.

#### Frauen
| Platz | Nation    | Fahrerinnen                                                            | Zeit       |
| ----- | --------- | ---------------------------------------------------------------------- | ---------- |
| 1     | Eritrea   | Tsehainesh Fitsum Yorsalem Ghebru Wehazit Kidane Senayt Mengsteab      | 33:39 min  |
| 2     | Nigeria   | Tombrapa Gladys Grikpa Rosemary Marcus Glory Odiase                    | + 2:08 min |
| 3     | Äthiopien | Meseret Hagos Selam Hagos Eyerusalem Kelil Hadnet Kidane               | + 2:12 min |
| 4     | Ägypten   | Samar Ahmed Mohamed Reham Aly Nada Mohamed El Naser Enas Sayed Ibrahim | + 5:07 min |

Länge: 21 km

Start: Sonntag, 1. Dezember

Es nahmen vier Mannschaften teil.

#### Junioren
| Platz | Nation    | Fahrer                                                                          | Zeit       |
| ----- | --------- | ------------------------------------------------------------------------------- | ---------- |
| 1     | Südafrika | Nic Dlamini Jandrich Kotze Morne van Niekerk Ivan Venter                        | 28:43 min  |
| 2     | Marokko   | Abderrahim Aouida Othmane Choumouch El Mehdi Laanaya Abderrahim Zahiri          | + 0:17 min |
| 3     | Algerien  | Hichem Amari Abderrahmane Bouchlagheme Abdelghani Fellah Abderrahmane Mansouri  | + 0:18 min |
| 4     | Ägypten   | Sayed Mohmed Ashraf Mohamed Ayman El-Sayed Mahmoud Mohamed Talaat Islam ShawkyY | + 0:53 min |

Länge: 21 km

Start: Samstag, 30. November

Es nahmen vier Mannschaften teil.

#### Juniorinnen
| Platz | Nation    | Fahrerinnen                                                     | Zeit       |
| ----- | --------- | --------------------------------------------------------------- | ---------- |
| 1     | Südafrika | Andri Coetzee Heidi Dalton Monique Gerber Mikayla Olivier       | 33:52 min  |
| 2     | Ägypten   | Kheloud Ali Salma Hamdy Ahmed Hilmi Hamdiya Hasan Ebtisam Zayed | + 2:37 min |

Länge: 21 km

Start: Sonntag, 1. Dezember

Es starteten drei Mannschaften; das Team aus Nigeria wurde disqualifiziert.